# Penukonda
Penukonda (en telugú: పెనుకొండ ) es una localidad de la India, en el distrito de Anantapur, estado de Andhra Pradesh.

## Geografía
Se encuentra a una altitud de 560 m s. n. m. a 429 km de la capital estatal, Hyderabad, en la zona horaria UTC +5:30.

## Demografía
Según estimación 2010 contaba con una población de 15 722 habitantes.